# 甘露寺方長
甘露寺 方長（かんろじ かたなが）は、江戸時代前期の公卿。甘露寺嗣長の次男。官位は正二位・権大納言。

## 経歴
方長は次男であったが、彼の誕生直前に兄・冬長が12歳で急逝したために嫡男として扱われる。承応元年11月16日（1652年12月16日）に叙爵、明暦2年12月23日（1657年2月6日）に元服昇殿を許されて従五位上勘解由次官に補任され、寛文3年（1663年）には正五位上左少弁となり、内々小番衆に編入される。霊元天皇の信任が厚く、寛文9年（1669年）には従四位下蔵人頭に任じられると、翌年には1年に3度の加階を受けて正四位上となる。更に寛文11年（1671年）には霊元天皇が方長を参議に任じようとして、右大臣近衛基煕と武家伝奏中院通茂に諌められて断念するという出来事が生じている。だが、翌年には参議・近習小番（奥小番）に任じられ、延宝元年（1663年）には従三位に叙せられ、延宝3年（1665年）には民部卿・権中納言に任ぜられ、延宝5年（1667年）には正三位に叙せられ、延宝8年（1670年）には従二位に叙せられて御側衆（後の議奏）、天和元年（1681年）には権大納言に任ぜられ、天和3年（1683年）には36歳の若さで武家伝奏を兼ねた。
このような急激な昇進は、霊元天皇の寵愛によるところが大きく、他の廷臣からは批判の対象とされた。中院通茂は急激な昇進を「超越迷惑」と表現し、近衛基煕も同様の反応を示して方長の耳にも届いている。また、方長の性格について、中院通茂はその短慮を憂慮し、武家伝奏就任時の関白であった一条冬経（兼輝）も天皇の意向なので任命には同意したが、（方長は）性格が粗暴で和漢の故事に疎く、職事弁官の家の出なのにその職も知らないと批判している。
ところが、貞享元年10月3日（1684年11月9日）、方長は禁中にて泥酔した上に花山院定誠らと口論に及んで天皇の怒りを買うと言う事件を起こし、この知らせを受けた京都所司代稲葉正通は方長への厳重な処分を求めた。その結果、11月2日に蟄居を命じられ、12月26日に権大納言・武家伝奏をともに解任された。貞享4年8月16日になって罪を許され、元禄元年（1688年）に権大納言に再任されるが政治的な復権はかなわず、元禄7年（1694年）には病没。死の直前に正二位に叙せられた。

## 系譜
- 父：甘露寺嗣長
- 母：家女房
- 正室：本多康将の娘
- 生母不明の子女
  - 男子：甘露寺輔長
  - 男子：甘露寺康隆
  - 男子：甘露寺尚長
  - 女子：滋野井公澄室